# Montanaro
Montanaro (Montanèr in piemontese) è un comune italiano di 4 999 abitanti della città metropolitana di Torino in Piemonte.

## Origini del nome
Il toponimo deriverebbe, secondo il Ponchia dalla allocazione geografica del paese che si trova in posizione rialzata rispetto alla riva dell'Orco e che, un tempo, era contornato da fitti e scuri boschi per cui da "monte nero" sarebbe derivato Montanaro.
 Qualcun altro vede nel suffisso -nar una derivazione di origine celtica. Seguendo le indicazioni fornite da Rossebastiano, R. Bena sostiene che l'esito del toponimo, deriva dal latino montanus seguito dal suffisso -arius (indicante attività e professione) da cui montanarius o montenarius, aggettivi attestati in latino medievale.
 Il toponimo che in bocca ai montanaresi suona muntanèr con la contrazione di un'evidente e aperta del suffisso latino -arius, è perfettamente in linea con altri esiti di parole contenenti il medesimo suffisso come per esempio furnèr ("fornaio") e maslèr ("macellaio") attestate anche nell'Ais. Il nome sarebbe legato perciò ad un'attività di svernamento e allevamento di greggi provenienti dall'alta valle dell'Orco, da zone di montagna: le greggi dei montanari trovavano in questa zona abbondante presenza di acque necessarie all'abbeveraggio del bestiame.

## Storia

### Simboli
Lo stemma e il gonfalone del comune di Montanaro sono stati riconosciuti con decreto del capo del governo del 29 novembre 1934.

## Monumenti e luoghi d'interesse
Nel paese di Montanaro sono presenti numerosi edifici d'interesse architettonico e culturale:
- Complesso abbaziale, che comprende il municipio con il campanile e le chiese di Santa Maria Assunta e San Nicolao e quelle della Confraternita di San Giovanni Decollato e Santa Marta, progettato e realizzato in stile barocco da Bernardo Antonio Vittone[13]
- Chiesa di Santa Maria dell'Isola, con torre campanaria romanica
- Santuario di Santa Maria di Loreto, chiesa barocca attribuita a Guarino Guarini[14]
- Cappelle di San Grato, Sant'Anna e San Rocco
- Pilone della Goretta
- Castello, appartenuto all'abbazia di Fruttuaria prima e al senatore Secondo Frola poi, con parco progettato da Carlo Morello

## Società

### Evoluzione demografica
Abitanti censiti

### Etnie e minoranze straniere
Al 31 dicembre 2022 la popolazione straniera era di 204 persone, pari al 2,47% della popolazione.

## Cultura

### Cucina
Prodotto tipico di Montanaro sono i Canastrej 'd montanèr (canestrelli di Montanaro), dolci tipici del Canavese, sottili con grigliatura leggera, variamente aromatizzati, così chiamati in quanto già anticamente venivano deposti su appositi canestri che ne permettevano la naturale essiccazione, lasciando sul loro fondo la caratteristica trama dei vimini. I canestrelli di Montanaro si differenziano dagli altri, prodotti in varie zone del Piemonte, per la loro sottigliezza, la particolare consistenza croccante, il colore dal paglierino chiaro alla crosta di pane, la fragranza. Si possono trovare anche nella variante al gusto e colore del cacao.

### Carnevale
Il Carnevale di Montanaro è una festività molto sentita tra la comunità montanarese. Le maschere tipiche del corpo carnevalesco sono la Ciaplera, una giovane donna, e il Generale, un signore del paese; oltre a queste due figure più importanti ci sono 4 Araldi e 4 Dame scelti tra la gioventù del paese. La tradizione vuole che le due figure più importanti non siano svelate fino al giorno dell'incoronazione, che coincide con il passaggio della leva. 
Il Carnevale a Montanaro dura una decina di giorni, durante i quali si svolgono diverse attività e feste sparse per il paese tra cui la classica sfilata dei carri.

### Sport
Le attività sportive praticate all'interno del paese sono molto sentite e praticate dai cittadini di Montanaro.
Tra tutte le associazioni si contano dai 400 ai 500 atleti, da grandi a piccoli.
Tra le attività di beneficenza organizzate con ricorrenza in vari periodi dell'anno, come la corsa campestre e la passeggiata di ottobre, dall'associazione "Corriamo per Simone",  di Karate e Judo, di volley e calcio e di yoga, il paese è ricco di impegni settimanali e giovani talenti.
In mezzo a tutte queste pratiche nelle ultime due stagioni spiccano sicuramente due società sportive con la sigla "Montanaro", queste sono "A.S.D.Volley Montanaro" la cui fondazione risale al lontano 1976 e "USD Montanaro Calcio". 
Nelle stagioni 2021/2022 e 2022/2023 le due società hanno dimostrato di aver lavorato molto bene con i giovani negli anni passati, tant'è che per due anni di fila si aggiudicano la vittoria del campionato (di serie D per il volley e di prima categoria per il calcio); nella stagione 2021/2022 però non riescono entrambe a vincere i play-off, che assicuravano la partecipazione delle due squadre al campionato superiore ma nella stagione successiva, la storia è diversa. Le due squadre sono pronte a compiere l'impresa già consapevoli delle difficoltà a cui vanno in contro. Con il mese di Maggio arriva finalmente il momento di festeggiare, entrambe finiscono il girone di ritorno di regular season in prima posizione e niente può impedire loro, grazie a una diversa indizione rispetto all'anno prima, di passare la categoria senza dover cimentarsi nella pratica del play-off.
Il paese è in festa e le società si preparano per rinforzare le due prime squadre in modo da poter gareggiare nella stagione 2023/2024 al campionato di serie C per il Volley Montanaro e a quello di Promozione per il Montanaro Calcio.

## Amministrazione

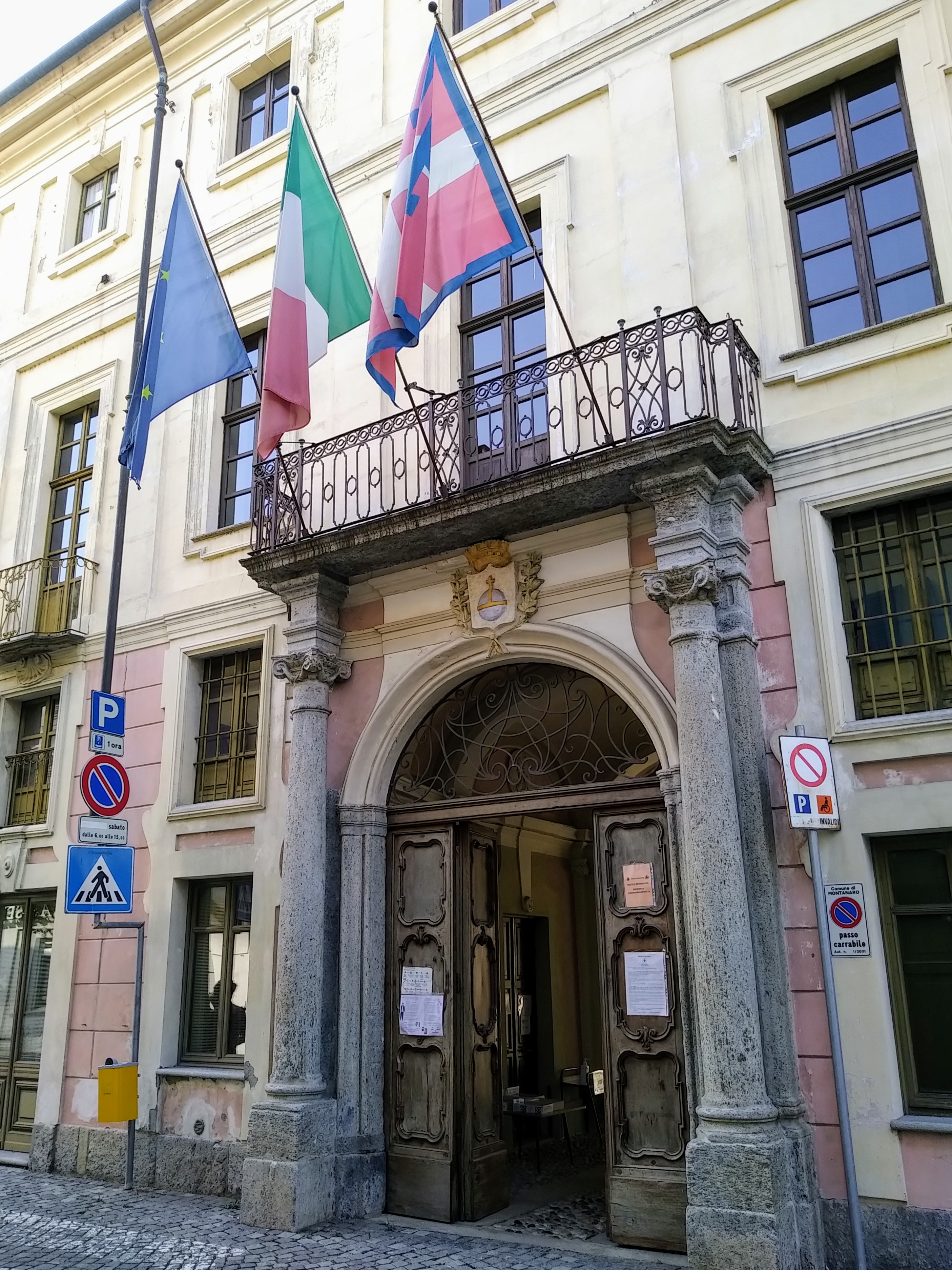
Il municipio

Di seguito è presentata una tabella relativa alle amministrazioni che si sono succedute in questo comune.
| Periodo          | Periodo          | Primo cittadino    | Partito                         | Carica              | Note   |
| ---------------- | ---------------- | ------------------ | ------------------------------- | ------------------- | ------ |
| 30 novembre 1987 | 10 giugno 1990   | Marco Giacometto   | Partito Comunista Italiano      | Sindaco             | [ 18 ] |
| 10 giugno 1990   | 24 febbraio 1991 | Marco Giacometto   | Partito Comunista Italiano      | Sindaco             | [ 18 ] |
| 7 aprile 1991    | 14 marzo 1994    | Maridina Apa       | -                               | Sindaco             | [ 18 ] |
| 14 marzo 1994    | 13 giugno 1994   | Giovanna Vilasi    |                                 | Comm. straordinario | [ 18 ] |
| 13 giugno 1994   | 25 maggio 1998   | Carluccio Saroglia | -                               | Sindaco             | [ 18 ] |
| 25 maggio 1998   | 28 maggio 2002   | Riccardo Massa     | centro-sinistra                 | Sindaco             | [ 18 ] |
| 28 maggio 2002   | 29 maggio 2007   | Riccardo Massa     | centro-sinistra                 | Sindaco             | [ 18 ] |
| 29 maggio 2007   | 23 giugno 2008   | Antonio D'Ambrosio | lista civica                    | Sindaco             | [ 18 ] |
| 15 luglio 2008   | 8 giugno 2009    | Roberto Dosio      |                                 | Comm. straordinario | [ 18 ] |
| 8 giugno 2009    | 26 maggio 2014   | Marco Frola        | lista civica                    | Sindaco             | [ 18 ] |
| 26 maggio 2014   | 27 maggio 2019   | Giovanni Ponchia   | lista civica Salviamo Montanaro | Sindaco             | [ 18 ] |
| 27 maggio 2019   | 9 giugno 2024    | Giovanni Ponchia   | lista civica Salviamo Montanaro | Sindaco             | [ 18 ] |
| 9 giugno 2024    | in carica        | Antonino Careri    | lista civica Insieme si può     | Sindaco             | [ 18 ] |

### Gemellaggi
- Chiusa Sclafani